# Irina Vlah
Irina Vlah (en gagauzo: İrina Vlah; Comrat, 26 de febrero de 1974) es una política moldava que se desempeñó como gobernadora de la región autónoma de Gagauzia desde 2015 hasta 2023. Anteriormente, fue diputada en el Parlamento de Moldavia de 2005 a 2015.
Vlah, la primera mujer en liderar su región, ha sido clasificada en las encuestas de opinión como una de las políticas moldavas más confiables. Pertenece al Partido de los Socialistas de la República de Moldavia.

## Primeros años
Irina Vlah nació el 26 de febrero de 1974 en Comrat en el seno de una familia de empleados estatales. Es de ascendencia gagaúz y búlgara.
De 1991 a 1996 estudió en la Facultad de Derecho de la Universidad Estatal de Comrat. De 2001 a 2008 fue estudiante de doctorado en la Academia de Ciencias de Moldavia y defendió su tesis doctoral sobre el tema "El concepto moderno del desarrollo de la función pública en la República de Moldavia".

## Carrera
Vlah obtuvo su título de abogada en 1996 y trabajó en la inspección fiscal. Entre 2003 y 2005 dirigió el departamento jurídico del Comité Ejecutivo de Gagauzia.
En 2005, se postuló con éxito como diputada al Parlamento de Moldavia. Cinco años más tarde, fue nombrada miembro del Comité Ejecutivo del Partido de los Socialistas de la República de Moldavia.
En 2015, se postuló como candidata a gobernadora de Gagauzia. El 22 de marzo, fue declarada ganadora de las elecciones en la primera vuelta, obteniendo la mayoría absoluta de los votos. Prestó juramento al cargo el 15 de abril, convirtiéndose en la primera mujer en ocupar el cargo. El presidente de Moldavia, Nicolae Timofti, nombró a Vlah miembro ex officio del gabinete de la nación y le concedió un asiento en el Consejo Supremo de Seguridad de Moldavia. 
En 2019, fue reelegida como jefa de Gagauzia con una victoria aplastante, logrando la mayor victoria en la historia moderna de la región.
El 4 de marzo de 2021, dejó de formar parte del Consejo Supremo de Seguridad debido a una reorganización.

## Honores y reconocimientos
- Rusia: Medalla Conmemorativa del 100.º Aniversario de la Restauración del Patriarcado en la Iglesia Ortodoxa Rusa (2018)[8]
- Moldavia: Orden de Honor (2019)[9]
- Azerbaiyán: Orden de la Amistad (2019)[10]